# Eleonora Giorgi (actrice)
Eleonora Giorgi (Rome, 21 oktober 1953 – aldaar, 3 maart 2025) was een Italiaans actrice, scenarioschrijfster en filmregisseur.
Giorgi overleed in maart 2025 op 71-jarige leeftijd aan alvleesklierkanker.

## Filmografie (selectie)
- Black Belly of the Tarantula (1971, onvermeld)
- Roma (1972, onvermeld)
- Storia di una Monaca di Clausura (1973)
- Appassionata (1974)
- Il bacio (1974)
- Alla Mia Cara Mamma nel Giorno del Suo Compleanno (1974)
- La Sbandata (1974)
- Conviene far Bene l'Amore (1975)
- Cuore di Cane (1976)
- Young, Violent, Dangerous (1976)
- And Agnes Chose to Die (1976)
- L'Ultima Volta (1976)
- Disposta a tutto (1977)
- Ça Fait Tilt (1978)
- Suggestionata (1978)
- Safari Rally (1978)
- Non Sparate sui Bambini (1978)
- Un Uomo in Ginocchio (1979)
- Mani di Velluto (1979)
- Dimenticare Venezia (1979)
- A Man on His Knees (1979)
- Inferno (1980)
- Mia moglie è una strega (1980)
- Portrait of a Woman, Nude (1981)
- Borotalco (1982)
- Oltre la Porta (1982)
- Grand Hotel Excelsior (1982)
- Mani di Fata (1983)
- Vediamoci Chiaro (1984)
- Compagni di scuola (1988)
- Uomini & donne, amori & bugie (2003) - regie + scriptschrijfster
- Carlo! (2012) - documentaire
- My Father Jack (2016)
- Attesa e cambiamenti (2016)
- La mia famiglia a soqquadro (2017) - laatste filmrol

- Biblioteca Nacional de España: XX1580031
- Bibliothèque nationale de France: cb14181637s (data)
- Gemeinsame Normdatei: 1076214835
- International Standard Name Identifier: 0000 0000 6303 0937
- Library of Congress Control Number: no98098420
- MusicBrainz: 5528a4ea-788d-43aa-8277-412540499c71
- Nationale Bibliotheek van Tsjechië: xx0170889
- Nationale bibliotheek van Australië: 35627070
- Nationale Bibliotheek van Israël: 987007334814805171
- Istituto Centrale per il Catalogo Unico: RAVV097363
- Système universitaire de documentation: 232374716
- Virtual International Authority File: 87303216
- WorldCat: E39PBJq6VhWvJTqx7gxkbPyfMP